# Catedral de Limburgo
La Catedral Católica de Limburgo (en alemán : Limburger Dom ), también conocida como Georgsdom en alemán después de su dedicación a San Jorge , se encuentra sobre el casco antiguo de Limburgo en Hesse , Alemania . Es la catedral de la diócesis de Limburgo.  Su ubicación elevada en una roca sobre el río Lahn proporciona su visibilidad desde lejos. Es el resultado de una modernización del gótico temprano de un románico temprano originalmente edificio y por tanto muestra un estilo transicional románico-gótico.
Los santos patronos medievales de la iglesia eran San Jorge y Nicolás de Myra .
La fecha de fundación de la catedral actual es desconocida. Sin embargo, la dendrocronología y factores estilísticos del nivel más bajo de la estructura actual indican que el inicio de la construcción debe ser ubicado alrededor de algún momento entre 1180 y 1190. La consagración se llevó a cabo en 1235 por Theoderich von Wied, el arzobispo de Trier. Los patronos de la iglesia eran San Jorge y Nicolás de Mira. El constructor de la catedral no se conoce, pero los comerciantes de Limburgo deben haber jugado un papel importante.

## Historia
No se sabe exactamente cuándo se construyó la primera iglesia sobre el Lahn en el "Limburger Felsen" (en alemán: "Limburg Rock"). Según una referencia en el Nekrolog de la Basílica de San Castor en Koblenz , el arzobispo Hetti de Trier (814-847) consagró una iglesia de San Jorge en "Lympurgensis".
Los descubrimientos arqueológicos incidentales de la época carolingia bajo la iglesia actual apoyan la existencia de un edificio de la iglesia del siglo IX en el área de la capilla actual. Sin embargo, no hay restos reales del edificio, ni indicios de su ubicación exacta o de su santo patrón. Desde que el mencionado registro de su consagración se escribió por primera vez en el siglo XVI, su precisión ha sido controvertida en la literatura académica.
Tumba de mesa de Konrad Kurzbold, ahora en el crucero norte
El 10 de febrero de 910, el rey Luis el Niño emitió una escritura para la fundación de una Ley de canónigos, que el Gaugraf de Niederlahngau , Konrad Kurzbold  [ de ] (~ 885-948) había impulsado. La construcción de una iglesia colegiada probablemente comenzó de inmediato. La elección de San Jorge como patrón es mencionada por el emperador Otón I en un documento del año 940. Para entonces, la primera iglesia probablemente ya estaba terminada.
En el siglo XI, esa primera iglesia fue reemplazada por una basílica del románico temprano. Un relicario de plomo del siglo XI encontrado en 1776 en el altar mayor en forma de modelo esquemático de una iglesia, menciona a un Graf (conde) Heinrich como fundador y constructor de un nuevo " templum ". Evidentemente, ese conde había sido el patrocinador de esta basílica.
Aproximadamente en 1180, se inició un nuevo relanzamiento que dio a la iglesia su forma actual. En la parte occidental, la nave y el crucero, los muros hasta la parte superior del piso de galerías son restos de la basílica del románico temprano. La modernización gótica se inició en el oeste y continuó hacia el este. La mayor parte de las ventanas y el portal occidental se ampliaron en estilo gótico, pero las bóvedas de los pasillos de la nave siguen siendo de tipo románico. Las reliquias de las paredes románicas del coro, incluido un banco de piedra, se pueden ver debajo de las arcadas alrededor del coro. Los muros exteriores del deambulatorio son originalmente góticos, al igual que las bóvedas del deambulatorio. Muchos detalles dentro de la iglesia sugieren que los constructores siguieron el ejemplo de la catedral de Laon., cuya construcción se había iniciado una o dos décadas antes del relanzamiento gótico de la colegiata de San Jorge en Limburgo.
En 1802, durante la secularización , se puso fin a la independencia de Stift (como muchas otras abadías y Stifte) y se entregó a los príncipes de Nassau-Usingen . Esta incautación tuvo lugar como parte de la mediatización alemana, en la que la Casa de Nassau recibió el Stift como compensación por la pérdida del condado de Saarbrücken en la margen izquierda del Rin . Después de la secularización, la catedral se utilizó como iglesia parroquial. En 1827, a petición del ducado de Nassau , se fundó la diócesis independiente de Limburgo . Esta diócesis contenía el territorio del Ducado y la ciudad libre de Frankfurt am Main.. La sede era Limburgo. De esta manera, la antigua colegiata de San Jorge fue ascendida al rango de catedral.
El primer obispo de Limburgo fue Jakob Brand (1827 a 1833). La diócesis tiene actualmente unos 700.000 católicos y es una de las diócesis más jóvenes. El viernes 2 de febrero de 2007, el Papa Benedicto XVI aceptó la renuncia relacionada con la edad del ex obispo Franz Kamphaus . Franz-Peter Tebartz-van Elst fue nombrado nuevo obispo el 28 de noviembre de 2007 y asumió el cargo el 20 de enero de 2008. Fue suspendido el 23 de octubre de 2013, el administrador de la diócesis ha sido el vicario general Wolfgang Rösch .

## Arquitectura

### Exterior
La catedral es una basílica de tres naves , que combina elementos del románico tardío y del gótico temprano . Tiene un nártex en el extremo occidental y un coro semicircular con deambulatorio . El exterior mide 54,5 m de largo, con un ancho de 35,4 m. El edificio tiene una estructura complicada; siete torres se elevan de él. El número siete es una referencia simbólica al número de los sacramentos . La más alta de estas torres se encuentra en el lado occidental y se eleva a una altura de 37 m. Forman la distintiva " fachada de torres gemelas  [ de ] ". Tales fachadas de torres gemelas son comunes en Renania, por ejemplo en Xanten , Andernach  [ de ] y Koblenz . La aguja de cruce puntiaguda se eleva sobre todas las otras agujas con una altura de 66 my se encuentra en el centro del edificio. Esta altura es el resultado de un rayo en 1774, antes del cual la torre era 6,5 metros más alta. Las torres de las esquinas del crucero sur se erigieron en 1863.
La fachada oeste se divide en cinco niveles. El elemento estilístico más llamativo es una enorme ventana redonda, rodeada por ocho pequeños rosetones, que forma un claro centro de la fachada oeste. La roseta simboliza a los cuatro evangelistas . A pesar de la simetría de las torres gemelas, existe una rica variación en las formas y elementos de construcción, por ejemplo, arcos redondos y apuntados, pilastras , pilares pequeños, arquivoltas , ventanas y arcos ciegos. El nivel superior de la torre norte incluye elementos góticos (por ejemplo, tracería de ventanas).
Durante las restauraciones entre 1872 y 1873, se eliminó la pintura exterior policromada de la catedral (los colores eran, anteriormente, blanco, rojo, amarillo-marrón, negro y un poco de verde) y se dejó la piedra al descubierto. Entre 1968 y 1972 se restauró la policromía exterior, utilizando restos del color del período anterior a 1872 para reconstruir los patrones antiguos.

### Interior
El interior de la catedral (nave y coro) está dominado por los contrafuertes sin decoración, que llegan hasta el techo. Más del sistema de contrafuertes se oculta en las galerías de los pasillos laterales. El interior, relativamente sencillo y luminoso, está marcado por una nave central alta y estrecha. Se divide en cuatro niveles con arcadas, galerías, triforios y claraboyas .

## Órgano

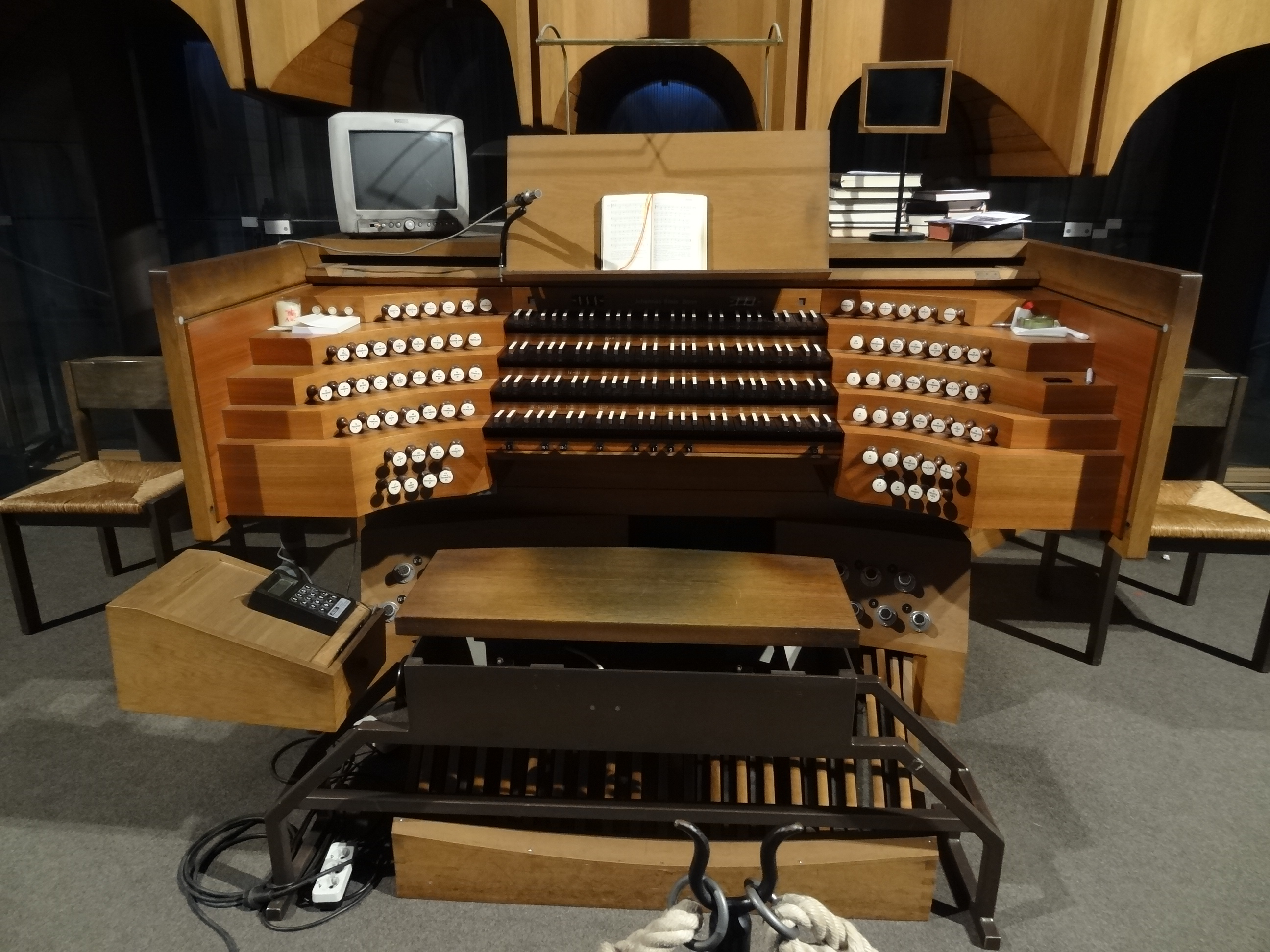
Órgano Klais de la Catedral de Limburgo.

La interpretación del órgano se documenta repetidamente en el siglo XIV; en 1443 se mencionan dos órganos. Después de varias renovaciones en los siglos XVI y XVII, el órgano principal se rompió en 1749 y Johann Christian Köhler construyó un nuevo órgano (1750-1752). A. y M. Keller de Limburg convirtieron la vivienda barroca en un estilo neorrománico entre 1872 y 1877, conservando el registro de Köhler. Johannes Klais llevó a cabo una reconstrucción casi completa dentro de la carcasa neorrománica en 1912 bajo su empresa Klais Orgelbau, quienes hicieron una renovación completa en 1935 y una ampliación neobarroca en estilo neobarroco en 1960, por el mismo organero. El órgano actual fue instalado en una carcasa moderna en la galería oeste por Klais en 1978. El instrumento contiene más de 60 paradas de órgano en cuatro manuales y pedales. La acción del rastreador es mecánica, el rastreo del registro es eléctrico.

## Coros
Los coros dedicados a los servicios de canto en la Catedral son el Limburger Domsingknaben , el Mädchenkantorei y el Domchor .

## Campanas
El repique de la catedral consta de nueve campanas . Siete de ellos forman el repique principal y se ubican en la torre sur. De estos, la campana más grande y más pequeña son los restos del repique emitido en 1906 por los campanarios Petit & Gebr. Edelbrock  [ de ] de Gescher (a 0 –c 1 –d 1 –e 1 –g 1 –a 1 ); pudieron salvarse de la destrucción durante la Segunda Guerra Mundial. En 1949 se agregaron las otras cinco campanas (2-6), que fueron diseñadas para coincidir con las campanas antiguas en tono y tema. Solo la campana número 5 "Konrad Kurzbold" se ha arreglado y agregado nuevamente a la secuencia de tonos. Estas siete campanas suenan juntas para Navidad , Epifanía , Gloria el Jueves Santo y Vigilia Pascual , Pentecostés , la Fiesta de San Jorge, el aniversario de los servicios de consagración y consagración de la iglesia .
Dos viejas campanas cuelgan de la torre norte. El más grande, llamado Sterm ("Stormbell") es una campana de pan de azúcar sin símbolo ni inscripción, cuyo estilo se remonta al 1200-1250. La Uhrglocke más pequeña ("campana de la hora") del año 1447 originalmente colgaba en la ventana superior de la torre sur. Desde 1986 las dos campanas han vuelto a estar activas. El Uhrglocke se convirtió en una campana bautismal y se toca durante cada servicio bautismal . Además, forma parte de un repique especial en época navideña y para la Primera Comunión . Sterm se toca en las misas de Pascua durante la Semana Santa y para las Laudes el Jueves Santo .  El repique completo (Tutti ) de las nueve campanas suena antes y después de la Misa Pontificia del Domingo de Resurrección .
| No. | Nombre          | Año de casting | Lanzador , Gussort                 | Ø(mm) | Peso(kilogramo) | Nominal( ST - 1 / 16 ) | Orden de timbre(solistisch)                                                                                     |
| 1   | Georg           | 1906           | Petit & Gebr. Edelbrock, Ubicación | 1910  | 4466            | un 0 ± 0               | Llamado a la oración / Transubstanciación en fiestas mayores, muerte del Papa , obispo o clérigo de la catedral |
| 2   | Salvator        | 1949           | Petit & Gebr. Edelbrock, Ubicación | 1600  | 2534            | c 1 –2                 | Hora de la muerte de Jesús (15 h), Llamada a la oración / Transubstanciación los domingos ordinarios            |
| 3   | Maria           | 1949           | Petit & Gebr. Edelbrock, Ubicación | 1410  | 1734            | d 1 –1                 | Campana del Ángelus 6 pm, Convocatoria de sermones de Cuaresma                                                  |
| 4   | Josef           | 1949           | Petit & Gebr. Edelbrock, Ubicación | 1240  | 1137            | e 1 –2                 | Llamado a la oración para la fiesta de José                                                                     |
| 5   | Konrad Kurzbold | 1949           | Petit & Gebr. Edelbrock, Ubicación | 1170  | 998             | f 1 –2                 | Campana del Ángelus 7 am y mediodía                                                                             |
| 6   | Nikolaus        | 1949           | Petit & Gebr. Edelbrock, Ubicación | 1030  | 648             | g 1 –2                 | Nicolás Completo , Sacerdote Jueves                                                                             |
| 7   | Bernhard        | 1906           | Petit & Gebr. Edelbrock, Ubicación | 910   | 468             | un 1 +1                | - |
| 8   | Sterm           | 1200-1250      | desconocido                        | 1031  | 570             | g 1 + 2 / –2           | Días laborales de Semana Santa                                                                                  |
| 9   | Uhrglocke       | 1447           | desconocido                        | 673   | ~ 260           | es 2 –7                | Bautismos |

## Conciertos
La catedral se utiliza para conciertos, como el estreno del oratorio Laudato si ' el 6 de noviembre de 2016, compuesto por Peter Reulein con libreto de Helmut Schlegel por encargo de la Diócesis de Limburgo.